# Ајзеншмит
Ајзеншмит (њем. Eisenschmitt) општина је у њемачкој савезној држави Рајна-Палатинат. Једно је од 107 општинских средишта округа Бернкастел-Витлих. Према процјени из 2010. у општини је живјело 313 становника. Посједује регионалну шифру (AGS) 7231026.

## Географски и демографски подаци
Ајзеншмит се налази у савезној држави Рајна-Палатинат у округу Бернкастел-Витлих. Општина се налази на надморској висини од 320 метара. Површина општине износи 10,8 km². У самом мјесту је, према процјени из 2010. године, живјело 313 становника. Просјечна густина становништва износи 29 становника/km².